# Pambal
Pambal ist eine Gemeinde (commune) im Département Tivaouane der Region Thiès, gelegen im zentralen Westen Senegals. Sie ist Sitz der Präfektur des Arrondissement de Pambal und besteht aus dem namensgebenden Hauptort (chef-lieu) sowie weiteren Dörfern (villages) und Weilern (hameaux).

## Geographische Lage
Pambal liegt nahe der Grande-Côte hinter dem Gürtel der Küstendünen in den fruchtbaren Feuchtgebieten der Zone des Niayes westlich des Erdnussbeckens Senegals, neun Kilometer westlich der Départementspräfektur Tivaouane und 66 Kilometer nordöstlich von Dakar. Das Gemeindegebiet hat eine Fläche von 32,44 km². Benachbarte Kommunen sind im Uhrzeigersinn Tivaouane im Osten, Chérif Lô und Mont Rolland im Süden, Notto Gouye Diama im Westen und im Norden Taïba Ndiaye.

## Geschichte
Das Dorf Pambal war seit 1976 für das gleichnamige Arrondissement Sitz der Unterpräfektur und mit seinem Umland Teil der Landgemeinde (communauté rurale) Notto Gouye Diama. Die Dörfer rund um Pambal zeichneten sich seit langer Zeit durch eine besondere kulturelle und religiöse Homogenität aus. Aus diesem Grund hatten die Einwohner dieser Orte schon lange darum ersucht, dass für sie eine eigene Landgemeinde errichtet werden sollte. Im November 2010 wurde diesem Ansinnen stattgegeben und 20 Dörfer bildeten fortan die Landgemeinde Pambal. Dabei wurden auch Unvollkommenheiten korrigiert, die bei einer Erweiterung des Stadtgebiets von Tivaouane entstanden waren. Die Dörfer Kadane, Khakh, Terokh, Yendane und Douniane wurden aus der Stadt ausgegliedert und in die neue Landgemeinde Pambal integriert. Sie setzte sich fortan aus folgenden Dörfern zusammen:
1. Ndiafougne
2. Loffe
3. Keur Mbaye Samb
4. Keur Massongo
5. Sam Kéké
6. Ndiakhaté Gomone
7. Ndiouye
8. Mbaraglou Biram
9. Mbaraglou Colobane
10. Mbaraglou Daly
11. Mbaraglou Moussa
12. Mbaraglou Ogo
13. Pambal
14. Kiwi
15. Mbeuciane
16. Kadane
17. Khakh
18. Térokh
19. Yendane
20. Douniane

Die Landgemeinde erhielt 2014, wie in Senegal alle communautés rurales, den landesweit einheitlichen Status einer Gemeinde (commune).

## Bevölkerung
Die letzten Volkszählungen ergaben jeweils folgende Einwohnerzahlen:
| Jahr | Einwohner |
| ---- | --------- |
| 2002 | –         |
| 2013 | 8.335     |
| 2023 | 10.853    |

## Verkehr
Vom Hauptort Pambal aus ist das Fernstraßennetz Senegals nur über eine neun Kilometer lange Schotterpiste erreichbar, die zur Nationalstraße N 2 im benachbarten Tivaouane führt.